# Muggensturm
Muggensturm település Németországban, azon belül Baden-Württembergben. Lakosainak száma 6212 fő (2023. december 31.). Muggensturm Ötigheim és Rastatt községekkel határos.

## Népesség
A település népessége az elmúlt években az alábbi módon változott:
| Lakosok száma | 4146 | 4470 | 4727 | 4696 | 5126 | 5607 | 6072 | 6253 | 6174 | 6212 |
|               | 1961 | 1967 | 1974 | 1980 | 1987 | 1993 | 2000 | 2006 | 2013 | 2023 |